# KC Porter
KC Porter, nacido Karl Cameron Porter (27 de junio de 1962), es un productor, cantante, arreglista y compositor estadounidense. Ha ganado un Premio Grammy y dos Premios Grammy Latinos, y trabajó en más de 40 álbumes con decenas de millones en ventas. Es internacionalmente conocido por su trabajo de producción en el clásico álbum Supernatural de Carlos Santana, el cual vendió más de 27 millones de copias en todo el mundo y ganó 9 premios Grammy. Porter también ganó reconocimiento produciendo y escribiendo algunos de los sencillos en castellano más populares para Ricky Martin.
Porter también ha producido a artistas como Bon Jovi, Janet Jackson, Brian McKnight, Toni Braxton y Scorpions, ayudándolos en su introducción al mercado de habla hispana. De la misma manera, contribuyó de manera destacada produciendo a artistas de todo el mundo como Los Fabulosos Cadillacs, Laura Pausini, Khaled, Kadim Al Sahir y Cheng Lin, entre otros, varios de los cuales ayudó a introducir al mercado internacional.
Porter es uno de los miembros fundadores de Oneness, una organización sin fines de lucro que promueve la unidad racial a través de la música, las artes y la educación, la cual está fuertemente influenciada por el Bahaísmo.

## Primeros años
Porter nació en Encino, California. Su padre, Bob, tocaba la trompeta y escribió la música para la serie de televisión, Lassie, mientras que su madre, Marcelyn, era guionista de I Love Lucy. En 1970, a los 7 años, su familia se mudó a Guatemala como pioneros de la fe Baha’i. Mientras crecía en Guatemala, Porter aprendió castellano y también sobre la cultura latinoamericana. Él pasaba mucho tiempo con músicos guatemaltecos que lo expusieron a los sonidos de la marimba y otros géneros musicales latinos, así como al pop y rock estadounidense. A los 11 años, comenzó a tomar clases de piano, y a los 17 regresó a los Estados Unidos para especializarse en música en Cal State Stanislaus.

## Carrera musical

### 1980-1989: A&M Records y sus primeros éxitos
Mientras todavía estudiaba en la universidad, Porter se convirtió en arreglista para A&M Records cuando dicho sello discográfico abrió una división latina llamada AyM Discos en 1982. Allí conoció a Juan Carlos Calderón, el compositor y arreglista del cantante mexicano Luis Miguel. Esto abrió el camino para que Porter produjera los álbumes de María Conchita Alonso, Mírame y Hazme Sentir. Otros artistas con los que trabajó en A&M incluyen a Emmanuel, Luis Ángel y Luis Miguel.
Porter tradujo y produjo la canción de Janet Jackson, "Come Back to Me", cuando grabó esa versión en castellano para un lanzamiento de A&M llamado "Vuelve a Mí". Además de trabajar con artistas de habla hispana, este período marcó el comienzo de su carrera como escritor, traductor y productor de grabaciones para artistas de habla inglesa, incluidos Grover Washington, Jr. y Phyllis Hyman ("Sacred Kind of Love"), Nancy Wilson ("That’s What I Remember"), y Anne Murray ("Are you Still in Love With Me").
"Creo que entiendo, más que mucha gente, lo que significa para un hablante nativo de inglés tener que aprender castellano", dijo a Los Ángeles Times. “Sé cómo enseñarle a la gente a pronunciar las palabras. Siento que ahora estoy compartiendo con la gente de los Estados Unidos la emoción que sentí al escuchar todos estos ritmos latinos por primera vez”.

### 1990-1998: Ricky Martin, Selena y Los Fabulosos Cadillacs
Porter continuó el trabajo iniciado en los años 80, escribiendo para Luis Enrique.  Produjo a Ana Gabriel, Daniela Romo y Ednita Nazario Luego produjo un total de tres álbumes de Nazario más en los próximos años.
En 1991, Porter produjo el sexto álbum de la banda argentina, Los Fabulosos Cadillacs. El álbum llamado El León incluyó interpretaciones de Flaco Jiménez, Luis Conte y Gustavo Santaolalla. Al año siguiente, cuando la banda terminó su gira, armó un paquete de 17 éxitos con dos canciones adicionales, "Quinto Centenario" y "Matador", que contribuyeron a las ventas de doble platino.
A fines de 1993, la cantante de música tejana, Selena, y la banda de pop latino de Nueva York, Barrio Boyzz, se reunieron en el estudio de Porter para grabar juntos la canción "Donde Quiera Que Estés". Escrita por Porter y Marco A. Flores, y producida por Porter, la canción debutó en el número uno en Billboard Hot Latin Songs en marzo de 1994. Porter también produjo canciones en otros álbumes de Selena: Amor Prohibido ("Donde Quiera que Estés"), y su álbum combinado en inglés, Dreaming of You ("Wherever You Are"). Además, produjo "Where did the Feeling Go?", "Is it the Beat?" y "Only Love" para la banda sonora de la película Selena. [cita requerida]
Ese año, Porter se asoció con Ricky Martin y se unió al productor Robi Rosa para escribir la mayor parte del álbum de Martin A Medio Vivir. Ese álbum, producido por Porter, incluía el sencillo "María", un éxito que coescribió y que vendió tres millones de copias. Su siguiente álbum, Vuelve, otra producción de Porter, vendió más de siete millones de copias. Una canción de Vuelve, llamada "The Cup of Life", se utilizó como el himno de la Copa del Mundo Francia '98, y fue número uno en China, Australia, México y Alemania, entre otros países. Martin y Porter continuaron trabajando juntos, incluso en el popular álbum homónimo, Ricky Martin, el debut en inglés del cantante puertorriqueño en mayo de 1999, que es uno de los álbumes más vendidos de todos los tiempos y ha vendido más de 22 millones de copias en todo el mundo.
En 1999 también produjo el álbum “Azul” de Alan, vocalista del extinto grupo de pop mexicano Magneto
Porter continuó el trabajo introduciendo artistas ingleses en el mercado español, traduciendo "End of the Road" de Boyz II Men y produciendo la canción para ellos en 1993. Hizo lo mismo con la canción exitosa de Toni Braxton, "Un-break My Heart", y luego grabó su versión en castellano, "Regresa a Mí", en octubre de 1996.
En 1997, el álbum Fabulosos Calavera de Los Fabulosos Cadillacs, producido por Porter, ganó el Grammy 1998 al Mejor Álbum del Grupo de Rock Latino Alternativo. Esa fue la primera vez que la Academia Nacional de Artes y Ciencias Grabadas premió al rock en castellano. Un año después, la banda ganó el Premio Grammy Latino al Mejor Grupo de Rock por el álbum, La Marcha del Golazo Solitario, que también fue producido por Porter.

### 1999-2002: Santana, Premios Grammy y Michael Jackson
Porter comenzó a escribir con Carlos Santana en 1997, y cuando este último estaba grabando su álbum Supernatural, se incluyeron dos canciones de esas sesiones anteriores: "Corazón Espinado" y "Migra". Porter coprodujo el álbum que fue lanzado en junio de 1999.
“El cantante dolorosamente tierno así describieron a la voz de Porter en la canción 'Primavera' del exitoso álbum Supernatural de Santana. Santana había planeado conseguir un cantante conocido pero dice que nadie la cantó tan bien como Porter”.
Supernatural alcanzó el número uno en las listas de álbumes de EE. UU en dos ocasiones ese año. Además, vendió más de 15 millones de copias en los Estados Unidos, 30 millones en todo el mundo, y fue Álbum del año en la 41a ceremonia anual de los Premios Grammy en 1999. Además de este premio, ese año, Porter también ganó un Grammy Latino por su producción de "Corazón Espinado" en Supernatural.
Porter coprodujo el álbum de la cantante italiana Laura Pausini Entre Tu y Mil Mares, que fue nominado al Mejor Álbum Vocal Pop Femenino en los Premios Grammy Latinos. El sencillo en el que trabajó fue "Un error de los grandes". Al año siguiente, Porter volvió a trabajar con Pausini en su primer álbum en inglés, From the Inside. El álbum, que también coprodujo y del que fue productor ejecutivo, fue lanzado en noviembre.
La Academia Latina de Artes y Ciencias de la Grabación (LARAS), nombró a Porter el Productor del Año en 2001.
Apenas un mes después de los ataques al World Trade Center en 2001, Porter se unió a Michael Jackson para trabajar en la versión en castellano del sencillo a beneficio "What More Can I Give". Porter supervisó la grabación, que incluyó a los artistas de habla hispana Ricky Martin, Shakira, Alejandro Sanz, Luis Miguel, Christian Castro, Carlos Santana y otros. También entrenó a los artistas de habla inglesa para cantar en castellano, miembros de NSYNC (Justin Timberlake, JC Chasez, Joey Fatone, Lance Bass, Chris Kirkpatrick), Mariah Carey, Celine Dion y Jackson. Las ganancias de las ventas de "What More Can I Give", tanto en inglés como en castellano, se destinaron a varios esfuerzos de ayuda del 11 de septiembre.
En 2002, la cantante de salsa La India, a quien Porter llamó "la nueva sorpresa de América Latina", lanzó su álbum en solitario, que produjo junto con Emilio Estefan Jr. e Isidro Infante. Ella amplió su estilo musical al grabar una versión en castellano y en inglés de la canción "Sedúceme". La versión pop de Porter en castellano fue número uno en la lista de Billboard Latin Singles chart.
Porter continuó su trabajo profesional con Santana produciendo "One of These Days" con Ozomatli en su álbum Shaman lanzado en 2002.
A lo largo de la década, Porter continuó introduciendo a grandes artistas en el mercado español. Produjo canciones de Jerry Rivera (“Primavera” with Santana), Bon Jovi ("Bed of Roses" and "This Ain't A Love Song"), Janet Jackson (“Come Back to Me”), Brian McKnight, (“Back at One”) Scorpions (“Winds of Change”), Geri Halliwell (“Mi Chico Latino”), Sting (“Mad About You”), y otros.

### 2003-2010: Abrazando al mundo
Para honrar el recuerdo de la difunta Celia Cruz, Porter escribió "When You Smile", una canción que Patti Labelle grabó y produjo. La canción, que apareció en el álbum de Labelle en mayo de 2004, Timeless Journey, contó con los latinos Carlos Santana, Andy Vargas, Sheila E. y La India. El álbum vendió medio millón de copias y ganó el oro. "'When You Smile' es impulsado por la percusión de ritmo latino de la trompetista Sheila E. y un sexy solo de guitarra de Carlos Santana", escribió el Washington Post.
Durante esa década, Porter actuó en vivo y grabó con la interpreté de erhu chino, Cheng Lin, en el álbum Embrace the World Vol. 1. También produjo el álbum de Lin Greater than Gold, el sencillo "Love to the People" del artista pop argelino Khaled con Carlos Santana, y el cantante iraquí Kadim Al-Saher y Paula Cole en el sencillo "Love and Compassion".
En febrero de 2006, Porter dio la bienvenida a la banda de rock latino Ozomalti a su estudio en Calabasas, California, para grabar Don’t Mess with the Dragon, que fue lanzado en marzo de 2007. La banda y Porter tenían una historia juntos que comenzó cuando el productor los invitó a participar en el álbum Shaman de Santana en 2002. Al año siguiente, Porter co-escribió y produjo "Love and Hope" y "(Who Discovered) America", para el álbum Street Signs de Ozomalti.
Con Don’t Mess with the Dragon, "Ozomatli y Porter crearon un álbum que refleja la composición étnica diversa de la banda y la 'política de oposición' (tal como la banda caracteriza su activismo). Pero esencialmente los miembros de Ozomatli creen en la política de la danza."

### 2010-presente: Artista solista
El 2 de agosto de 2013, Porter lanzó su primer álbum en solitario, Where the Soul is Born, en Insignia Records. El disco, también conocido como De Donde Nace El Alma, tiene canciones bilingües y presenta doce pistas inspiradas espiritualmente en su creencia en la unidad de la humanidad. Muchas de las canciones fueron co-escritas con JB Eckl, colaborador de Porter para canciones de Santana. "Canto", originalmente escrito y presentado por el dúo para Santana, se incluye en Where the Soul is Born con la voz de Porter.[cita requerida]
"La Pared", el primer sencillo del siguiente álbum en solitario de Porter, Cruzanderos, fue lanzado el 2 de agosto de 2019 y presenta a la cantante Allison Iraheta y al rapero Olmeca en la canción "pop, tropical y reggaeton". El álbum de doce canciones, lanzado el 1 de noviembre de 2019, temáticamente "cuenta las historias de personas que buscan la libertad o huyen de la violencia de sus países, historias y luchas que, según el músico, necesitan ser contadas".
Otras canciones incluyen una nueva versión de "Canto", con el grupo colombiano Herencia de Timbiquí, inspirado en la marimba; "Quisiera", con la cantante guatemalteca Gaby Moreno; "El viajero"; "Pasaporte" (con la cantante puertorriqueña La India); "Virgen del sol" (con el músico y compositor argentino Gustavo Santaolalla); "Mártires"; "Tanta locura"; "Será"; "24 horas" y "Ruiseñor”.
Porter es un exmiembro de la Junta de Gobernadores de la Academia Nacional de Artes y Ciencias de la Grabación (NARAS) y el Consejo Directivo de la Academia Latina de Artes y Ciencias de la Grabación (LARAS).

## Películas
Porter creó y produjo un cortometraje documental sobre el arte y la fe del pintor bahaí Hooper Dunbar llamado Las fuerzas de la luz y la Oscuridad en 2016.
Sus otras contribuciones cinematográficas incluyen darle la voz al papel de Karl en la película animada El Americano, y producciones musicales para Mr. & Mrs. Smith, The Mexican, Hercules, Girlfight, Grosse Point Blank, Despicable Me 3, Get Him to the Greek, Cape of Good Hope, y la versión en castellano de Los Picapiedra.

## Activismo
En 1999, Porter, junto con Faith Holmes y Dennis Stafford, crearon Oneness, una organización sin fines de lucro con la misión de eliminar el racismo y promover la unidad a través de la música. Los artistas que se han unido o contribuido a la organización incluyen a Carlos Santana, BB King, Macy Gray, Sarah McLachlan, Chaka Khan, Jimmy Jam, Brian McKnight, Angelique Kidjo, y otros. El dinero recaudado a través de sus diversos proyectos se destina a programas educativos y de sensibilización, así como a becas y subvenciones que promueven relaciones raciales positivas. Estos proyectos incluyen la cumbre de compositores, en la cual los compositores / artistas crearon música de curación, unidad y justicia, y los Premios del Poder de la Unidad, reconociendo a las personas por su compromiso de fomentar un cambio significativo en el área de las relaciones raciales.